# Glee (album)
Glee è l'album di debutto del collettivo musicale canadese Bran Van 3000, pubblicato nell'aprile 1997 in Canada per la Audiogram Records. 

## Pubblicazione
Nel marzo 1998, sull'onda del successo in patria, Glee venne pubblicato in edizione internazionale con alcune modifiche: le tracce passarono da 17 a 19 (tre nuovi brani: Rainshine, Carry On e Old School, venne eliminata Hardrockin' Cincinnati), Ceci n'est pas une chanson divenne uno strumentale chiamato semplicemente Une chanson, nella canzone in francese Forest, furono inseriti numerosi versi in inglese, e parallelamente fu pubblicato il secondo singolo Afrodiziak in cui i Bran Van 3000 duettavano con il gruppo hip pop statunitense Gravediggaz.

## Accoglienza
Il disco ottenne un buon successo di pubblico e critica in patria e all'estero, in particolare grazie al singolo Drinking in L.A. che nel luglio 1998 raggiunse la posizione #36 nella U.K. Top 40 chart, diventando la loro prima hit internazionale. Nell'agosto 1999 il singolo fu ripubblicato dopo che la canzone fu inserita in un popolare spot televisivo per Rolling Rock e arrivò sino al #3 in classifica. L'ultimo singolo estratto dall'album è Couch Surfer. L'album fu disco d'oro in Canada nel 1998 e vinse un Juno Award come best alternative album.

## Tracce
Tutti i brani sono stati scritti da E.P. Bergen eccetto dove indicato.

### Edizione canadese
1. Gimme Sheldon - 5:31
2. Couch Surfer - 2:51
3. Drinking in L.A. (Di Salvio, Larson) - 3:56
4. Problems (Di Salvio) - 1:42
5. Highway to Heck - 1:00
6. Forest [French version] (Bergen, Leloup) - 4:13
7. Hardrockin' Cincinnati - 1:09
8. Afrodiziak - 3:50
9. Lucknow - 2:29
10. Cum On Feel The Noize (Holder, Lea) - 3:24
11. Exactly Like Me! - 3:33
12. Everywhere (Chaki) - 3:56
13. Ceci n'est pas Une Chanson - 6:47
14. Willard (Di Salvio, Hodge) - 2:26
15. Supermodel - 5:24
16. Oblonging - 2:56
17. Mama Don't Smoke (Grauer, Johnston) - 1:55

### Edizione internazionale
1. Gimme Sheldon - 3:59
2. Couch Surfer - 2:50
3. Drinking in L.A. (Di Salvio, Larson) - 3:56
4. Problems (Di Salvio) - 1:38
5. Highway to Heck - 0:55
6. Forest (Bergen, Leloup) - 3:44
7. Rainshine - 3:29
8. Carry On - 4:57
9. Afrodiziak - 4:38
10. Lucknow - 2:09
11. Cum On Feel The Noize (Holder, Lea) - 3:21
12. Exactly Like Me! - 3:33
13. Everywhere (Chaki) - 3:54
14. Une Chanson - 2:35
15. Old School - 2:47
16. Willard (Di Salvio, Hodge) - 2:25
17. Supermodel - 5:24
18. Oblonging - 1:37
19. Mama Don't Smoke (Grauer, Johnston) - 1:56